# Tyniok
Der Tyniok ist ein Berg in Polen. Mit einer Höhe von 892 m ist er einer der niedrigeren Berge im südlichen Rücken des Barania-Kamms in den Schlesischen Beskiden. Der Berg ist ein beliebtes Touristenziel mit vielen Ausblicken auf die benachbarten Gebirge und das Tiefland. Er gehört zum Gemeindegebiet von Istebna.

## Tourismus
- Am Gipfel führen mehrere markierte Wanderwege von Zwardoń und Wisła.